# Улица Оружейника Фёдорова
У́лица Оруже́йника Фёдорова — улица в Центральном районе Санкт-Петербурга. Проходит от набережной реки Фонтанки до Гагаринской улицы и улицы Чайковского.

## История
Улица образовалась на месте прорытого в первой четверти XVIII века (и позднее засыпанного) канала, который использовался для приведения в действие станков на литейно-пушечном дворе.
Названия: Дементьев косой переулок (употреблялось в 1783—1875), Дементьев переулок (употреблялось в 1822—1875), Косой переулок (употреблялось с 1828). Современное название переулок получил 14 января 1974 года в честь советского конструктора стрелкового оружия В. Г. Фёдорова, который жил здесь (в доме 2) с 1874 по 1918 год.
С 18 октября 2016 года на улице введено одностороннее движение от Гагаринской улицы к Фонтанке.

## Пересечения
Пересекает или соприкасается:
- набережная реки Фонтанки
- Гангутская улица (через набережную Фонтанки)
- Соляной переулок
- Гагаринская улица
- улица Чайковского (через Гагаринскую)

## Интересные факты
В силу «треугольника» с набережной и улицей Чайковского имеет всего один дом по чётной стороне (д. 2) и девять по нечётной (с 1 до 17), несмотря на практически одинаковую продолжительность стен домов по каждой из сторон.